# (2134) Dennispalm
(2134) Dennispalm (1976 YB) – planetoida z grupy pasa głównego asteroid okrążająca Słońce w ciągu 4,29 lat w średniej odległości 2,64 au. Odkryta 24 grudnia 1976 roku.